# ام‌اس-داس

تصویری از سیستم‌عامل داس

ام‌اس-داس (به انگلیسی: MS-DOS) (کوتاه شدهٔ Micro Soft Disk Operating System) یک سیستم‌عامل تجاری مایکروسافت می‌باشد.
نخستین نسخهٔ ام‌اس-داس در سال ۱۹۸۱ منتشر شد و شامل هشت نسخهٔ اصلی بود. مایکروسافت توسعهٔ ام-اس-داس را در سال ۲۰۰۰ متوقف کرد. ام-اس-داس تک کاربره و تک کاره با خط فرمانی که در سال ۱۹۸۱ برای کامپیوتر شخصی آی‌بی‌ام ایجاد شده بود، منتشر شد. نسخه اصلی DOS توسط یک شرکت کوچک در سیاتل، واشینگتن به منظور کارهای آزمایشگاهی ایجاد شده بود. از آنجا که مایکروسافت قرار بود سیستم‌عاملی برای آی‌بی‌ام تهیه کند بنابراین آن نسخه را خریداری نمود و با توسعه دادنش سیستم عامل مورد نظر برای IBM را نوشت. مایکروسافت بعدها نگارش‌های بالاتری از داس ارائه نمود. این سیستم عامل قابلیت Multitasking نداشته و فقط می‌توانست همزمان یک برنامه را اجرا کند. داس تا مدت‌ها یکی از گسترده‌ترین سیستم‌های عامل محسوب می‌شد. DOS کوتاه شده کلمات Disk Operating System (سیستم‌عامل دیسکی) است. از آنجا که این سیستم بر روی دیسک قرار گرفته و به‌طور مرتب از دیسک سخت برای انجام اعمال مختلف استفاده می‌نماید به این نام معروف شده‌است.
در سال ۲۰۱۸، مایکروسافت کد منبع ام‌اس-داس نسخه‌های ۱.۲۵ و ۲.۰ را در گیت‌هاب منتشر کرد. بر اساس اظهارات مایکروسافت، هدف از این کار عمدتاً برای آموزش و آزمایش با سیستم‌های عامل ابتدایی و همچنین برای این است که برنامه‌نویسان جدید درکی از نحوه کار نرم‌افزارهای سطح پایین به دست آورند. بر اساس گفته‌های مدیر برنامه، ریچ ترنر، نسخه‌های دیگر به دلیل محدودیت‌های مجوز شخص ثالث نمی‌توانند به صورت منبع باز منتشر شوند.
در سال ۲۰۲۴، مایکروسافت کد منبع ام‌اس-داس ۴.۰۰ را در همان مخزن گیت‌هاب منتشر کرد.

## اجرای برنامهٔ داس در سیستم عامل ویندوز
برای اجرای برنامهٔ داس در سیستم عامل ویندوز کافی است از منوی استارت ویندوز گزینهٔ Run را انتخاب نمائیم یا اینکه به‌طور همزمان کلیدهای ویندوز (کلیدی در صفحه کلید که علامت لوگوی ویندوز بر روی آن قرار دارد) و کلید R را فشار دهیم (win+R) و سپس در بخش ظاهر شده دستور CMD یا Command را تایپ نموده و دکمه ok یا کلید اینتر را بزنیم تا سیستم عامل داس در ویندوز اجرا شود.البته محیط CMD فقط یک محیط شبیه‌سازی شده داس است و دستورات زیادی از آن به دلیل ویژگی‌های امنیتی حذف و دستورات زیادی به آن اضافه شده‌است.

## وظایف سیستم‌عامل DOS
- مدیریت منابع سیستم
- برقرار کردن ارتباط بین کاربر (انسان) و سخت‌افزار (سیستم)
- فراهم کردن امکانات لازم برای کاربر جهت مدیریت فایل‌ها

## انواع فایل در سیستم‌عامل dos
- فایل متنی (text file)
- فایل داده (data file)
- فایل اجرایی (executable file)
- فایل دسته ای (batch file)

## قوانین نامگذاری فایلها
- نام فایل حداقل یک کاراکتر و حداکثر ۸کاراکتر و پسوند آن حداکثر ۳ کاراکتر است؛ و بین نام فایل و پسوند فایل آن بایست از علامت (.) استفاده شود.
- حروف بزرگ و کوچک A-Zارقام و علایم ۱، {}، <>، ()، &، $ و @ از کارکترهای مجاز در نامگذاری فایل‌ها می‌باشد.
- از کاراکترهای زیر که سیستم‌عامل برای موارد خاصی استفاده می‌نماید نمی‌توان جهت نامگذاری فایل استفاده نمود:

/ \ |: * ? "
- بین کارکترهای نام و نیز پسوند فایل نمی‌توان از فاصله خالی استفاده کرد یا باید نام را در بین دو " قرار داد.

## برخی فرمان‌های DOS

### فرمان CLS
این فرمان مخفف عبارت Clear screen بوده و با اجرای این فرمان، سیستم عامل DOS صفحه نمایش را پاک می‌کند و اعلان آمادگی سیستم عامل را به سطر اول صفحه نمایش منتقل می‌کند.

### فرمان DATE
شکل فرمان به صورت [DATE[mm-dd-yy است و از چپ به راست به ترتیب معرف ماه، روز و سال است. مقادیر مجاز برای تعیین ماه و روز و سال به این شرح است:
```
  mm از ۱ تا ۱۲
  dd از ۱ تا ۳۱
  yy از ۱۹۸۰ تا ۲۰۹۹
```

### فرمان MD
مخفف عبارت Make Directory به مفهوم ایجاد یک شاخه جدید است و وظیفه آن ایجاد شاخه جدید در مسیری است که با پارامتر path مشخص شده‌است. در اینجا منظور از شاخه همان فولدر یا پوشه می‌باشد.
```
 path [نام درایوی که می‌خواهید در آن شاخه را ایجاد کنید] MD
```

### فرمان CD
تغییر مسیر به شاخه یا نمایش دادن مسیر جاری
فرمان ..CD
برگشت به شاخه قبل

### فرمان TYPE
نمایش محتوای یک فایل متنی روی صفحه نمایش.

### فرمان COPY
نسخه برداری از فایل‌ها. کپی کردن فایل یا فولدر.

### فرمان PATH
با استفاده از این فرمان مسیرهایی که سیستم عامل DOS از طریق آن‌ها به جستجوی فایل‌های اجرایی می‌پردازد، تعیین می‌شود.

### فرمان REN
با استفاده از این دستور می‌توان نام فایل‌ها را تغییر داد.

### فرمان FORMAT
به منظور قالب بندی دیسک‌ها به کار می‌رود. قالب بندی دیسک‌ها به منظور آماده‌سازی آن‌ها برای ذخیره‌سازی و بازیابی اطلاعات انجام می‌گیرد.
این دستور باعث پاک شدن اطلاعات هارد دیسک می‌شود.

### فرمان RD
برای حذف یک directory (شاخه) به کار می‌رود.

### فرمان Prompt
فرمان prompt cmd.exe را تغییر می‌دهد که به صورت ذیل اجرا می‌گردد:
PROMPT [متن]
متن: دستور جدیدی را مشخص می‌کند.
اعلان می‌تواند از کاراکترهای عادی و کدهای ویژه زیر تشکیل شود:
- $ A & (علامت آمپرسند)
- $ B | (خط عمودی)
- $ C ((پرانتز چپ)
- $ D تاریخ کنونی
- $ E کد اسکی (کد ASCII 27)
- $ F) (پرانتز راست)
- $ G> (علامت بزرگتر)
- $ H بک‌اسپیس (پاک کردن کاراکتر قبلی)
- $ L <(علامت کمتر)
- $ N درایو فعلی
- $ P درایو و مسیر فعلی
- $ Q = (علامت برابر)
- $ S (فضا)
- $ T زمان کنونی
- $ V نسخه ویندوز
- $ _ بازگشت باربری و خط فید
- $ $ $ (علامت دلار)

اگر دستور Extensions فعال باشد، دستور PROMPT از کاراکترهای قالب بندی اضافی زیر پشتیبانی می‌کند:
- $ + صفر یا بیشتر علامت (+) علامت + (وابسته به) عمق پشته پوشه PUSHD، یک کاراکتر برای هر یک سطح فشار داد
- $ M نام موجود در شبکهٔ مربوط به درایو فعلی را نمایش می‌دهد اگر درایو فعلی یک شبکه نباشد یک رشته یا کراکتر خالی را نمایش می‌دهد.[۷]

## نکته
چنانچه بخواهیم لیست کامل دستورها داس را بیابیم می‌توانیم در محیط داس عبارت Help را تایپ نمائیم تا لیست دستورها موجود در داس همراه با عبارت راهنمایی کوچکی در روبروی آن آشکار شود.
همچنین، چنانچه راهنمایی بیشتری در رابطه با هر دستور بخواهیم می‌توانیم همان دستور را با عبارت "/?" در جلوی آن بکار ببریم برای نمونه دربارهٔ دستور کپی برای درخواست راهنمایی دربارهٔ این دستور می‌تواینم عبارت ذیل را تایپ نمائیم:
?/ Copy
تا راهنمایی‌های بیشتری در خصوص این دستور همراه با کلیدها و سوئیچ‌های آن (به زبان انگلیسی) برای ما آشکار گردد. برای نمونه با تایپ دستور بالا (?/ Copy) عبارت ذیل آشکار می‌گردد:
```
Copies
 
one
 
or
 
more
 
files
 
to
 
another
 
location
.

COPY
 
[
/
D
]
 
[
/
V
]
 
[
/
N
]
 
[
/
Y
 
|
 
/-
Y
]
 
[
/
Z
]
 
[
/
L
]
 
[
/
A
 
|
 
/
B
]
 
source
 
[
/
A
 
|
 
/
B
]

     
[
+
 
source
 
[
/
A
 
|
 
/
B
]
 
[
+
 
...
]]
 
[
destination
 
[
/
A
 
|
 
/
B
]]

  
source
       
Specifies
 
the
 
file
 
or
 
files
 
to
 
be
 
copied
.

  
/
A
           
Indicates
 
an
 
ASCII
 
text
 
file
.

  
/
B
           
Indicates
 
a
 
binary
 
file
.

  
/
D
           
Allow
 
the
 
destination
 
file
 
to
 
be
 
created
 
decrypted

  
destination
  
Specifies
 
the
 
directory
 
and
/
or
 
filename
 
for
 
the
 
new
 
file
(
s
)
.

  
/
V
           
Verifies
 
that
 
new
 
files
 
are
 
written
 
correctly
.

  
/
N
           
Uses
 
short
 
filename
,
 
if
 
available
,
 
when
 
copying
 
a
 
file
 
with
 
a

               
non
-8
dot3
 
name
.

  
/
Y
           
Suppresses
 
prompting
 
to
 
confirm
 
you
 
want
 
to
 
overwrite
 
an

               
existing
 
destination
 
file
.

  
/-
Y
          
Causes
 
prompting
 
to
 
confirm
 
you
 
want
 
to
 
overwrite
 
an

               
existing
 
destination
 
file
.

  
/
Z
           
Copies
 
networked
 
files
 
in
 
restartable
 
mode
.

  
/
L
           
If
 
the
 
source
 
is
 
a
 
symbolic
 
link
,
 
copy
 
the
 
link
 
to
 
the
 
target

               
instead
 
of
 
the
 
actual
 
file
 
the
 
source
 
link
 
points
 
to
.

The
 
switch
 
/
Y
 
may
 
be
 
preset
 
in
 
the
 
COPYCMD
 
environment
 
variable
.

This
 
may
 
be
 
overridden
 
with
 
/-
Y
 
on
 
the
 
command
 
line
.
  
Default
 
is

to
 
prompt
 
on
 
overwrites
 
unless
 
COPY
 
command
 
is
 
being
 
executed
 
from

within
 
a
 
batch
 
script
.

To
 
append
 
files
,
 
specify
 
a
 
single
 
file
 
for
 
destination
,
 
but
 
multiple
 
files

for
 
source
 
(
using
 
wildcards
 
or
 
file1
+
file2
+
file3
 
format
)
.

```